# Virtual CloneDrive
Virtual CloneDrive — программное обеспечение для эмуляции оптических приводов CD и DVD. Поддерживает монтирование образов, записанных в формате ISO, BIN, CCD. Может создавать от 1 до 15 виртуальных оптических приводов. Является бесплатной программой. Программа позволяет создать в операционной системе виртуальный привод, программно полностью идентичный физическому.

## Системные требования
- IBM-совместимый персональный компьютер с микропроцессором Pentium-класса. Минимальная тактовая частота 500 МГц (рекомендуемая — 1 ГГц). Оперативная память объёмом не менее 128 Мб (рекомендуемая - 256 Мб)
- ОС Windows XP и старше, для установки требуются права администратора системы.